# 不要摸我 (提香)
《不要摸我》（拉丁语：Noli me tangere）是意大利画家提香的一幅布面油画，绘制于1514 年。这幅画描绘了约翰福音中，耶稣复活后，遇到抹大拉的马利亚。这幅画自 19 世纪以来藏于伦敦国家美术馆。